# 菲比·布菲
菲比·布菲（Phoebe Buffay）是美国喜剧中的一个角色，由丽莎·库卓扮演。

## 童年
菲比有着一个不寻常的童年：她的生母，也叫菲比，把她和她双胞胎姐姐的抚养权给了她的生父和养母。她的生父，菲比一原本以為他是个“树医”并住在东南亚，不過後來證實是外婆受身亡的母親之託所杜撰的，因為她母親不諒解菲比的父親遺棄她們母女三人。她的生父後來另組家庭生了一子法蘭克二世（Frank Buffay Jr.）因此菲比還有一個同父異母的弟弟。菲比一直坚信她的养母，丽丽是她的亲生母亲。丽丽后来在某個聖誕節在自家廚房自杀死亡，于是菲比和姐姐被继父养育。她们的继父后来因故入狱。
另外，菲比曾经无家可归，流落街頭，以紙箱子為家，也靠打劫为生，还打劫过罗斯。后来菲比和莫尼卡同住在一个公寓，但是由于无法忍受莫尼卡对小事的挑剔而搬走。后来她住进她祖母的公寓，并且在其死后继承了她的黄色出租车。瑞秋曾經搬進那間公寓住，不過有次意外她的電直髮器讓房子失火，於是瑞秋與菲比兩人分別借住在喬伊跟莫妮卡家，等到後來房子整修好了之後，只有菲比再搬回去住。

## 烏蘇拉·布菲
烏蘇拉·帕梅拉·布菲（Ursula Pamela Buffay）是菲比的雙胞胎姊姊，原來是同檔期的另外一劇《我為卿狂（Mad About You）》的一個角色，原來是兩不同檔期劇組的編劇們認為有必要「解釋」為什麼兩個同為麗莎·庫卓飾演的角色會同時出現在兩部劇中，而最後協調把她寫成菲比的雙胞胎姊姊。
有趣的是烏蘇拉一角在原劇我為卿狂裡面是一個較邊緣的角色，為主角們常常光顧的餐廳裡的一位差勁的服務生。主要的劇情包括自我為中心、漫不經心的工作態度(永遠記不得客人的訂單)而已(六人行劇中亦有出現我為卿狂劇中的其中兩位女主角客串來到本劇中的橋段：當兩位女主角來到中央公園咖啡館卻把在場喝咖啡休息的菲比誤認成「疑似」在該店打工的烏蘇拉的而對中央公園咖啡館咖啡館有了初步的成見，後來進一步向她點菜和攀談時被她面對兩人一臉茫然的態度〈由於菲比不是烏蘇拉根本不知道她們兩人是誰〉以及「基本上完全沒服務的服務」影響而定調對中央公園咖啡館的負面評價。)。烏蘇拉一角是六人行一劇才使得該角色的內容受到進一步的開發。在六人行劇裡烏蘇拉基本上是菲比「更自私、更邪惡的雙胞胎」有對妹妹菲比做出很多惡劣的事情，其中之一包含盜賣妹妹菲比的出生證明使得菲比不僅「少過了一年人生」還讓菲比的中間名永遠石沉大海；以及冒用「菲比·布菲」的名義去演色情電影，使得菲比在街上走路都受到異樣的眼光，但是菲比最後也對烏蘇拉做了「菲比」式的復仇：以「菲比·布菲」的名義領光烏蘇拉拍色情片的片酬，並且以「菲比·布菲」的名義公開責罵「菲比·布菲」(實際上是烏蘇拉)的影迷們是色狼使得他們在自己的女伴前難堪。
烏蘇拉雖然是菲比的雙胞胎姊姊，在劇中卻能明顯看出她比菲比高。

## 和其他老友的关系

### 菲比和莫妮卡
菲比和莫妮卡是曾经的舍友，但是受不了莫妮卡的強迫症和潔癖而搬出去了，但是卻保持好朋友關係。两人都做过对方结婚的伴娘。
曾经疏远过莫妮卡，但是最终受到莫妮卡热情的感染，重新将莫妮卡升级为朋友。在莫妮卡失业时，曾出钱帮助过莫妮卡度过难关。

### 菲比和瑞秋
菲比和瑞秋一直是好朋友关系，有段时间和她成为舍友，直到瑞秋不小心引發火災把菲比的家燒了。
同居的时候，Rachel邀请Phoebe一起晨跑，但是Phoebe跑步的时候放得特别开，跑步的姿势让Rachel一度感到羞耻。

### 菲比和錢德
在发现莫妮卡和錢德在秘密交往后，为了让两个人公开关系的同时，也为了调戏两个人，菲比便对錢德“下手”，“展开追求”。
第一季中錢德又一次开始吸烟时，为了让他戒烟，菲比拿出了自己的补偿金送给錢德。

### 菲比和罗斯
小时候打劫过罗斯，在成为朋友初期时产生过暧昧情结，后来一直是朋友，时常吵嘴，往往以把罗斯辩哑的哑口无言告终。
菲比曾經怨嘆說只有她和其他幾位老友沒有「過往長久的淵源」，結果後來發現自己少女時期在街上打劫維生的日子裡，曾經打劫過的一個自己畫漫畫的小書呆子就是後來的老友羅斯而大為感動，可是羅斯卻因為該經驗大為驚恐而對菲比一度不滿，直到菲比找回了當初打劫時拿到羅斯畫的漫畫《Science Boy》才讓羅斯和她重修舊好，菲比甚至表示很多她因為少女時期流落街頭而沒在學校學到的知識都是在該書裡面學到的。
在愛瑪快要开口说话时，罗斯跟愛瑪讲话的时候都是用daddy来诱导愛瑪叫自己，菲比听后便开始用诱惑的声音跟罗斯说话，“Daddy是要惩罚我吗”。罗斯本想跟菲比僵持一下，但是刚一开口就认输了。

### 菲比和乔伊
菲比和乔伊關係友好，两人每月定期碰頭讨论其他四个人。曾经说过如果要杀光朋友的话，她会把其余四个人都杀掉，把乔伊留下来。
某个层面说，乔伊是菲比和麥克的红娘。乔伊在其结婚时，受邀以她的父亲身份出现，後因主持牧師受大雪之困無法到場，而轉做证婚人主持其婚礼，父親身份則由錢德勒代替。
菲比一直都认为乔伊唱歌的声音特别好听，无论乔伊做了什么不可原谅的事，只要一唱歌菲比就会原谅他。

## 音乐天赋
菲比备受争议的音乐才能成为《六人行》中的一个亮点。她的音樂創作包括 :Blackout 、Snowman 、Cremated Mother 、
My Coma Guy 、Babies 、They Found Their Bodies 、In the Shower 、When I Play 、Terry's a Jerk 、Double-Jointed Boy 、Stephanie 、Two of Them Kissed Last Night 、Grandma 、Don't 、Bi-sexuals 
、Barnyard Animals 、Crusty Old Man、 My Sticky Shoe 、Parading Goats 、Tony Tarzan 、Holiday Song、 Little Fetus ，但是最有名的还是“Smelly Cat”（臭臭貓）。

### 臭臭貓 (Smelly Cat)
在Central Perk咖啡馆表演时一般都会唱到这首歌。这首歌最早出现在第二季"The One With the Baby on the Bus" (1995)一集中。这首歌是受到Charles Manson的LIE专辑中 "Garbage Dump"的启发而作。
在第二季"The One Where Eddie Moves In"一集中， 这首歌差点作為一支商业单曲發行(尽管整首歌只有一节)。但是，当Phoebe发现录像里的声音不是她的声音，而是一个因年纪太大长相一般而不能成为一个真正的流行歌星的中年歌手的时候，她放弃了发行这支单曲的机会。并且立即意识到这首歌和这个歌手之间的联系，她宣称“这首歌有很深的寓意！”。这首歌的完整MV收錄在老友记第二季的DVD中的額外部分。
在第三季"The One With Phoebe's Ex-Partner"一集中， Phoebe的前演唱搭档Leslie (Elizabeth Daily)把这首歌用作cat litter的广告歌曲。尽管Phoebe强烈反对她的作品用于商业目的，但最终他们还是拍了那个广告。Phoebe一气之下创作了"Jingle Bitch Screwed Me Over."(铜臭婊子惹我不开心)
在第五季"The One With Joey's Bag"一集中，交代了这首歌原来传承自Phoebe的真正的父亲，Frank Sr，为哄她睡觉而哼唱的摇篮曲“瞌睡宝宝”，这首歌和"臭臭猫"一样的曲调。
根據IN Touch雜誌2003年的報導，其实编剧打算在第十季的一集里让Phoebe因为作了“臭臭猫”一曲的封面而暴富，因为这支曲子是由惠妮休斯頓演唱的，但他们最终放弃了这个打算。
在第二季"The One With the Baby on the Bus"一集中，Phoebe发现自己Central Perk的主打歌手的地位竟然被由The Pretenders乐队的Chrissie Hynde扮演的Stephanie Schiffer替代了。在这集的最后的场景是，Phoebe教Hynde如何以一种适当的方式演绎“臭臭猫”，并且期间不断的(搞笑的)挑她的毛病：“从头开始?这首歌没有头，这也正是‘臭臭猫’的美妙所在”。Hynde在最后加了一段和声，Phoebe马上批评说“有点过了”（指情感過於流露）。
《老友记》原声带《Friends Again》里有一支歌曲“臭臭猫混音版”，由Phoebe和The Hairballs(由偽裝者合唱團扮演)演唱。本曲包含劇中場景，還有較為唯美的Phoebe及Chrissie Hynde合唱。接著Chrissie Hynde唱出重搖滾曲風的新版歌詞。
流行葡萄牙语喜剧组合的名字Gato Fedorento (字面翻译就是臭臭猫)就是受这首歌的启发而取的。

## 动物权益和环保主义
菲比也是一个动物权益的保护者和环保主义的倡导者。她也是一个素食主义者。
在她怀孕期间，肉食对她有一种特殊的吸引力。最后她和乔伊达成协议，乔伊这段时间不吃肉，以此保持不会有更多的动物被杀害。
感恩节期间，菲比从来不吃火鸡。她也反对皮制衣物，虽然她曾经继承了一件皮大衣。

## 人格特点
没有一个正常的童年使得菲比非常天真，以至于很多人觉得她的内心深处还是一个孩子。
菲比一直相信圣诞老人的存在，直到乔伊告诉她真相。当她告诉大家由于她的家庭原因，她从来没有自己的自行车的时候，罗斯送给她一辆崭新的粉红色的自行车，使得菲比喜出望外。但是后来大家发现她根本不会骑自行车。
菲比坚信人能做出完全无私的事，因为同父异母的弟弟的大龄妻子无法生育，菲比无私的做了代孕妈妈，并产下了三胞胎，弟弟夫妻让菲比给其中一个孩子命名，钱德和乔伊争相推销自己的名字，最后三胞胎中的一个女孩被命名为钱德。
同时，菲比对性的態度一直显得比较開放。

## 婚姻
在第九季，乔伊在一次偶然的机会介绍麦克给菲比认识。(喬伊曾經和菲比約定要互相幫對方介紹對象來"Double Date"結果喬伊竟然忘了，並在當天於菲比提起時隨口胡謅說自己介紹了一個"Mike"給她，在發現自己很不幸沒有認識任何一個"Mike"的時候，慌亂的喬伊跑到了Central Perk隨便呼喊了"Mike!!"結果居然就有這麼一個麥克送上門來)他们曾经因为麦克不想再次结婚而分手，可是后来还是走到了一起。最后，两个人在大街上举行了露天婚礼，当时还下着雪。莫尼卡和瑞秋是伴娘。乔伊是证婚人。